# Бендер
Бендер (рум. Bender), познат још као Бендери (рус. Бендеры, укр. Бендери), или Тигина (рум. Tighina), је град у Молдавији, под контролом непризнате државе Придњестровље. Град се налази на десној обали реке Дњестар у историјској покрајини Бесарабија.

## Историја
Насеље на месту данашњег Бендера постојало је још у 2. миленијуму п. н. е. Током своје дуге историје припадао је многима од Кијевске Русије, Молдавије, Републике Ђенове, Османског царства, све док након вишеструких напада није 1818. потпао под Руско царство. Град се први пут спомиње као важно трговачко место 8. октобра 1408. Назив „Тигина” налази се у документима из друге половине 15. века. Кроз град је пролазио пут који повезује Молдавију и Кримске Татаре. Током своје владавине Молдавијом Стефан III Молдавски гради малу дрвену тврђаву у циљу одбране насеља од татарских напада.
Године 1538, османски султан Сулејман Величанствени освојио је град и преименовао га у Бендер. Тигина је била део Молдавске Демократске Републике у раздобљу 1917—1918, а након 1918. као део Бесарабије град је припадао Краљевини Румунији. На Ускрс 1919. Французи су дигли мост преко реке Дњестар како би блокирали бољшевике. Град је био окупиран од стране Совјетског Савеза 28. јуна 1940. Током Другог светског рата поновно је део Румуније, затим Совјетског Савеза од августа 1944. Од 1991. град је био део самосталне Републике Молдавије.
Због кључног стратешког положаја на десној обали реке Дњестар, 10 km од Тираспоља у Бендеру су се водиле највеће борбе 1992. године, у рату за Придњестровље. Од 1992, Бендер је био формално у демилитаризованој зони која је основана крајем сукоба, али је де факто под контролом Тираспоља. Нека насеља су под контролом Молдавије а нека Придњестовља.

## Становништво
Године 1920. Бендер је имао око 26.000 становника. У то време једну трећину становништва чинили су Јевреји, и једну Румуни. У граду су такође живели Немци, Руси и Бугари. Према попису становништва из 2004. године општина је имала 100,169 становника, од којих сам град 97,027 а место Протјагајловка 3,142.

## Међународни односи
Бендер је побратимљен са:
- Беира, Мозамбик
- Кавријаго, Италија
- Дубасари, Молдавија
- Монтесилвано, Италија
- Очамчире, Грузија